# Missionsbiskop
Missionsbiskop är en biskop utsänd att bygga upp och konsolidera en kyrka i ett nytt land eller område, det villa säga innan ett stift eller en kyrkoprovins är formellt etablerad på platsen.
Det är också titeln på Missionsprovinsens huvudbiskop.